# Dicerura infundibularis
Dicerura infundibularis är en tvåvingeart som beskrevs av Fedotova och Vasily S. Sidorenko 2005. Dicerura infundibularis ingår i släktet Dicerura och familjen gallmyggor. Inga underarter finns listade i Catalogue of Life.